# Scalenostoma perrierae
Scalenostoma perrierae is een slakkensoort uit de familie van de Eulimidae. De wetenschappelijke naam van de soort is voor het eerst geldig gepubliceerd in 2001 door Barros, Padovan & Santos.